# Roville-aux-Chênes
Roville-aux-Chênes är en kommun i departementet Vosges i regionen Grand Est (tidigare regionen Lorraine) i nordöstra Frankrike. Kommunen ligger i kantonen Rambervillers som tillhör arrondissementet Épinal. År 2022 hade Roville-aux-Chênes 369 invånare.

## Befolkningsutveckling
Antalet invånare i kommunen Roville-aux-Chênes
| Referens: INSEE |